# 景福宮駅

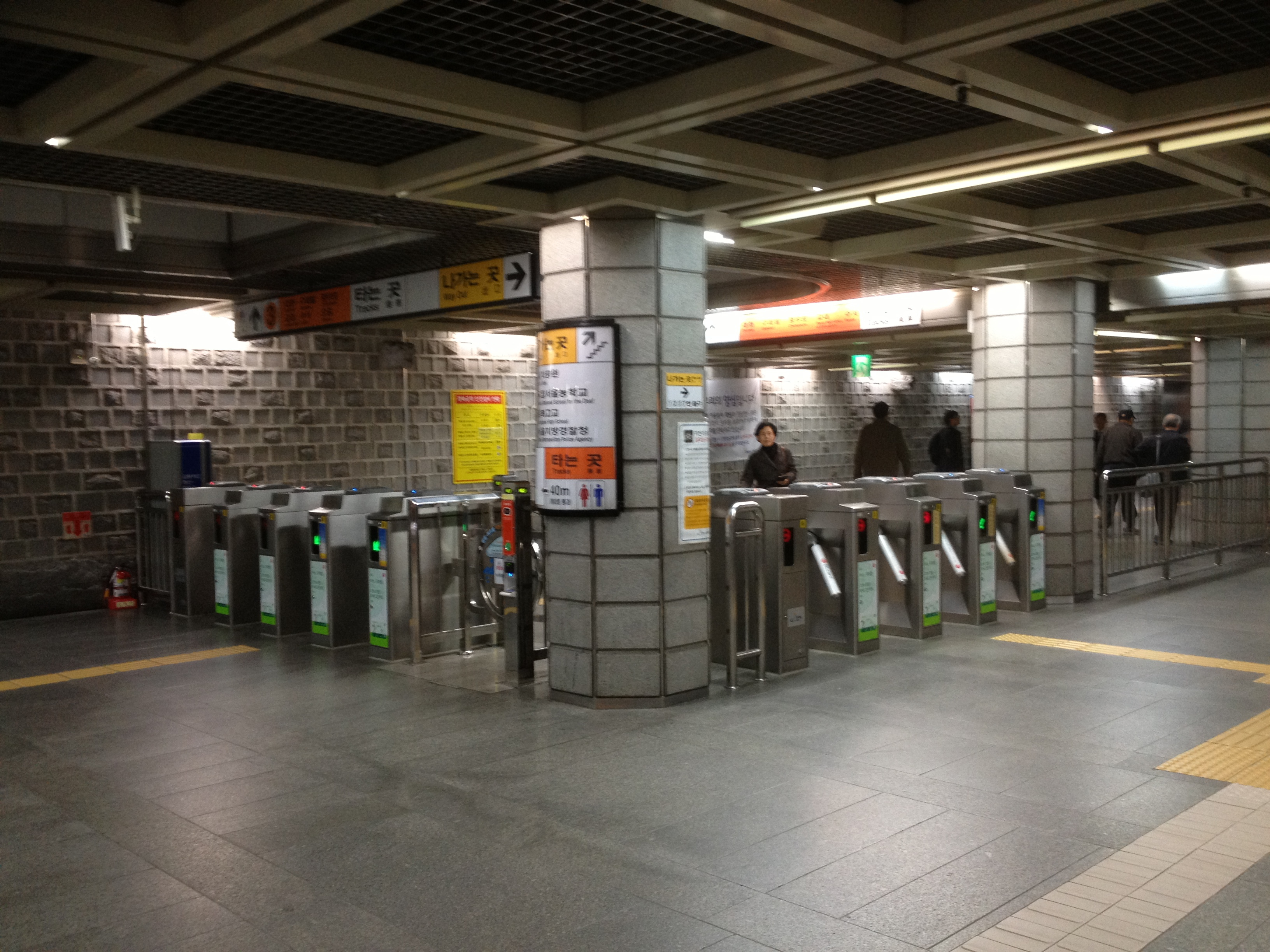
改札口

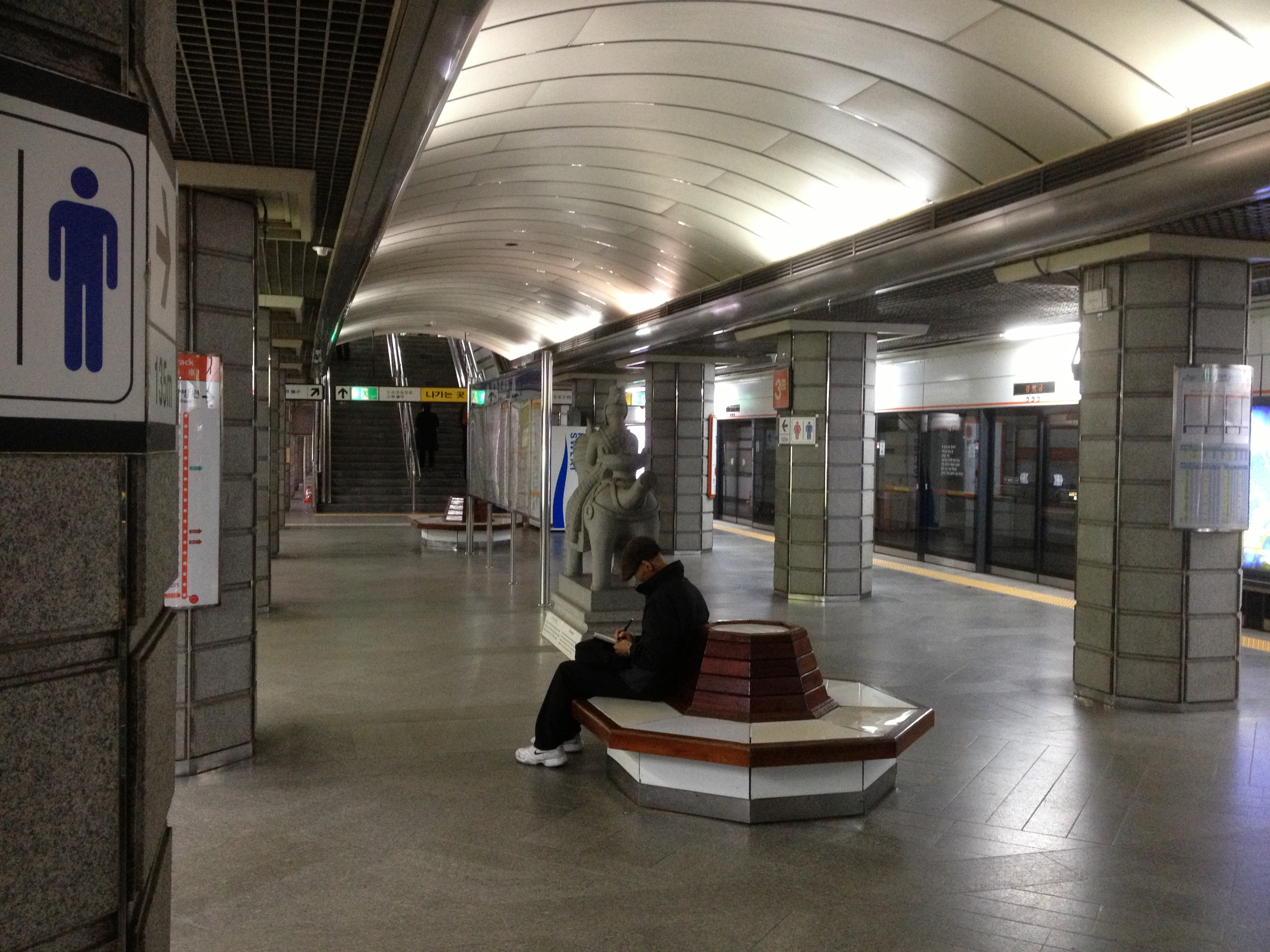
ホーム

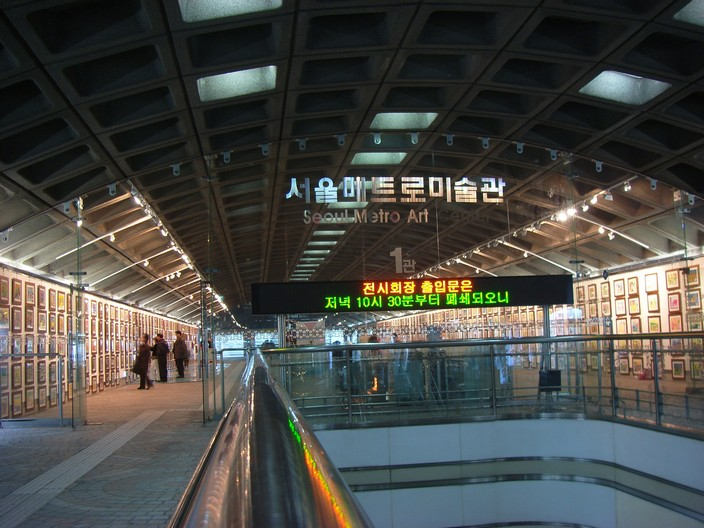
美術館（2008年1月3日）

景福宮駅（キョンボックンえき）は、大韓民国ソウル特別市鐘路区積善洞にある、ソウル交通公社3号線の駅。駅番号は327。開業当時は中央庁駅であったが、旧・中央庁庁舎の博物館改装と景福宮との近接性を考慮し、現在の駅名に改称した。「政府ソウル庁舍」の副駅名がある。

## 駅構造
ホーム階は地下3階にあり、島式ホーム1面2線を有している。保安用にホームドアシステム（フルスクリーンタイプ）を装備する。
改札階は地下2階にあり、改札口は西側（独立門寄り）、中程、東側（安国寄り）の3か所ある。中程の改札のみホームへの連絡エレベーターが設置されている。化粧室は西側の改札内にある。地下1階には美術館が併設されている。
出入口は1番から7番までの計7か所ある。
なお、駅構内は1985年に優秀建築物に選定され、韓国の建築家協会賞を受賞した。

### のりば
案内上ののりば番号は設定されていない。
| ホーム | 路線  | 行先                                    |
| ------ | ----- | --------------------------------------- |
| 上り   | 3号線 | 仏光・旧把撥・大谷・大化方面            |
| 下り   | 3号線 | 鐘路3街・高速ターミナル・水西・梧琴方面 |

## 利用状況
近年の一日平均利用人員推移は下記のとおり。
| 路線  | 路線     | 2000年 | 2001年 | 2002年 | 2003年 | 2004年 | 2005年 | 2006年 | 2007年 | 2008年 | 2009年 | 出典  |
| ----- | -------- | ------ | ------ | ------ | ------ | ------ | ------ | ------ | ------ | ------ | ------ | ----- |
| 3号線 | 乗車人員 | 18,965 | 19,672 | 19,843 | 19,735 | 20,768 | 20,049 | 19,690 | 20,121 | 20,293 | 21,267 | [ 1 ] |
| 3号線 | 降車人員 | 20,320 | 21,169 | 21,084 | 21,033 | 21,879 | 21,061 | 20,805 | 21,180 | 21,393 | 22,518 | [ 1 ] |
| 3号線 | 乗降人員 | 39,285 | 40,841 | 40,927 | 40,769 | 42,646 | 41,110 | 40,495 | 41,302 | 41,686 | 43,786 | [ 1 ] |
| 路線  | 路線     | 2010年 | 2011年 | 2012年 | 2013年 | 2014年 | 2015年 |        |        |        |        | [ 1 ] |
| 3号線 | 乗車人員 | 21,466 | 21,819 | 22,616 | 23,281 | 24,639 | 24,641 |        |        |        |        | [ 1 ] |
| 3号線 | 降車人員 | 22,828 | 23,381 | 24,102 | 24,684 | 26,274 | 26,229 |        |        |        |        | [ 1 ] |
| 3号線 | 乗降人員 | 44,294 | 45,200 | 46,718 | 47,965 | 50,914 | 50,870 |        |        |        |        | [ 1 ] |

## 駅周辺
- 京畿産業高等学校
- 景福高等学校
- 景福宮
- 光化門
- 救世軍会館
- 国立古宮博物館
- 国立文化財研究所
- 国立民俗博物館
- 国立ソウルろう学校
- 国立ソウル盲学校
- 東十字閣
- 駐韓アメリカ合衆国大使館
- 培花女子高等学校
- 培花女子大学
- 培花女子中学校
- 社稷公園
- 社稷洞住民センター・派出所
- ソウル地方警察庁

- ソウル特別市教員研修院
- 世宗路聖堂
- 世宗文化会館
- 通仁市場
- 政府情報化教育センター
- 政府中央庁舎
- 鐘路図書館
- 鐘路区保健所
- 鐘路文化体育センター
- 青瓦台
- 青雲孝子洞住民センター
- 通義洞郵便局
- 韓国生産性本部
- 光化門駅
- 教保文庫 光化門店
- 文化体育観光部
- ソウル出入国管理事務所光化門分室

## 歴史
- 1985年10月18日 -  ソウル特別市地下鉄公社3号線（当時）・独立門～良才区間開通とともに｢中央庁｣駅として開業。
- 1987年5月1日 -  ｢景福宮｣駅に改称。
- 2000年3月1日 -  副駅名が付与される。
- 2005年1月1日 - ソウル特別市地下鉄公社がソウルメトロに改称。

## 隣の駅
ソウル交通公社
 3号線
独立門駅 (326) - 景福宮駅 (327) - 安国駅 (328)